# Artannes-sur-Indre
Artannes-sur-Indre é uma comuna francesa na região administrativa do Centro, no departamento Indre-et-Loire. Estende-se por uma área de 20,89 km². Em 2010 a comuna tinha 2 690 habitantes (densidade: 128,8 hab./km²).